# Ipiranga do Norte
Ipiranga do Norte – miasto i gmina w Brazylii, w stanie Mato Grosso.